# Kameli Ratuvou

a Compétitions nationales et continentales officielles uniquement.

b Matchs officiels uniquement.
Dernière mise à jour le 31 août 2016.
Kameli Ratuvou, né le 6 novembre 1983 à Naroi (Moala (Fidji), est un joueur de rugby à XV, qui a joué avec l'équipe des Fidji entre 2005 et 2012. Il évolue au poste de centre, ailier ou parfois d'arrière (1,91 m pour 90 kg).

## Carrière

### En club
- 2001-2004 : Tailevu Knights  Fidji
- 2006 : Fiji Warriors  Fidji
- 2006-2013 : Saracens  Angleterre
- 2013-2014 : Zebre  Italie

### En équipe nationale
Il a eu sa première cape internationale le 30 juillet 2005, à l’occasion d’un match contre l'équipe des Samoa.

## Palmarès

### En club
- Champion de l'Aviva Premiership en 2010-2011 avec les Saracens.
- Finaliste de l'Aviva Premiership en 2009-2010 avec les Saracens.

### En équipe nationale
- 18 sélections avec l'Équipe des Fidji de rugby à XV entre 2005 et 2012.
- 9 essais (45 points).
- 6 sélections avec les Pacific Islanders entre 2006 et 2008.
- 4 essais (20 points).